# Ивајло Јорданов
Ивајло Стојменов Јорданов (буг. Ивайло Стоименов Йорданов; Самоков, 22. април 1968) је бивши бугарски фудбалер. Играо је на позицији офанзивног везног играча.

## Успеси
Спортинг Лисабон
- Прва лига Португалије (1) : 1999/00.[3]
- Куп Португалије  (1) : 1994/95.[4]
- Суперкуп Португалије  (1) : 1995.[5]

Појединачни
- Најбољи стрелац Прве лиге Бугарске: 1991.[6]
- Најбољи бугарски фудбалер: 1998.[7]